# Kodiyeri Balakrishnan
Kodiyeri Balakrishnan (ur. 16 listopada 1953 w Kodiyeri, zm. 1 października 2022 w Ćennaj) – indyjski polityk.

## Życiorys
Urodził się w Kodiyeri w ówczesnym stanie Madras, jako syn Kunhunni Kurupa i Narayani Ammy. Kształcił się w Mahatma Gandhi Government Arts College w Mahé, studiował też w University College, części składowej University of Kerala w stołecznym Trivandrum. W politykę zaangażował się poprzez organizacje studenckie powiązane z Komunistyczną Partią Indii (Marksistowską). Był sekretarzem Federacji Studentów Indii w Kerali (1973–1979), jak również jednym z jej sekretarzy na poziomie ogólnokrajowym. Podczas stanu wyjątkowego (1975–1977) spędził 16 miesięcy w więzieniu. Kierował Demokratyczną Federacją Młodzieży Indii w dystrykcie Kannur (1980–1982). Do Zgromadzenia Ustawodawczego Kerali wybrany po raz pierwszy w 1982. Mandat uzyskiwał ponownie w 1987, 2001, 2006 oraz 2011. Był keralskim ministrem spraw wewnętrznych (2006–2011). Przyczynił się na tym stanowisku do usprawnienia pracy policji. Jest uznawany za jednego z najlepszych szefów tego resortu w historii stanu.
Powierzano mu liczne funkcje w aparacie partyjnym. Był sekretarzem struktur KPI (M) w dystrykcie Kannur. Wchodzi w skład Komitetu Centralnego macierzystej formacji (od 2003). W 2008, na jej XIX kongresie włączony w skład Biura Politycznego. Kierował stanowym komitetem partii (2015–2020). Zasiadał we władzach afiliowanego przy KPI (M) związku zawodowego rolników, kierował jego strukturami w rodzinnym stanie, był też członkiem jego Rady Krajowej.
W 1980 poślubił S.R. Vinodini, córkę polityka M.V. Rajagopalana. Doczekał się z nią dwójki dzieci, Binoya i Bineesha.
Poza ojczystym językiem malajalam posługiwał się również angielskim oraz hindi.